# Mercury-Atlas 8
Die Mission Mercury-Atlas 8 (MA-8) war ein bemannter Weltraumflug im Rahmen des US-amerikanischen Mercury-Programms.

## Besatzung
Am 27. Juni 1962, etwa einen Monat nach dem Flug von Mercury-Atlas 7, gab die NASA bekannt, dass Walter Schirra den nächsten Mercury-Flug durchführen würde. Mit sechs Erdumkreisungen sollte die Flugdauer gegenüber Mercury-Atlas 6 und Mercury-Atlas 7 verdoppelt werden. Als Ersatzpilot wurde Gordon Cooper eingeteilt.

## Vorbereitung
Beim Entwurf des Mercury-Raumschiffs war eine Flugdauer von sechs Erdumkreisungen noch nicht vorgesehen, so dass einige Systeme, wie zum Beispiel die Stromversorgung und die Sauerstofftanks, überarbeitet werden mussten.
Wollte man die Mission jederzeit mit einer Notlandung abbrechen können, musste außerdem das Aufgebot an Bergungsmannschaften vergrößert werden. 19 Schiffe im Atlantik und neun im Pazifik standen für die Kommunikation und Bergung bereit. Für eine siebte Erdumkreisung, die zuerst erwogen wurde, wäre ein noch höherer Aufwand notwendig gewesen, so dass der Flug auf sechs Orbits ausgelegt wurde. Fünf Flugzeuge der Luftwaffe sollten über Regionen kreisen, die von den Bodenstationen nicht abgedeckt wurden.
Nach dem Flug von MA-7 hatte der Astronaut Scott Carpenter bemängelt, dass er den Flugplan zu spät erhalten habe, und dass bis zuletzt Änderungen vorgenommen worden seien. Aus dieser Erfahrung hatte man gelernt, so dass der Flugplan für MA-8 zwei Monate vor dem Start vorlag und keine größeren Änderungen mehr vorgenommen wurden.
Die Tests an dem Mercury-Raumschiff mit der Seriennummer 16, die am 16. Januar 1962 in Cape Canaveral angeliefert wurde, zogen sich in die Länge, und der erhoffte Starttermin im August konnte nicht gehalten werden. Die Atlas-Rakete, die von der US-Luftwaffe zur Verfügung gestellt wurde, wurde erst am 8. August angeliefert und benötigte weitere Tests.
Schirra gab dem Raumschiff den Namen Sigma 7. Sigma steht in der Mathematik als Symbol für die Summe, und das Raumschiff war die Summe aller technischen Leistungen. Die Zahl 7 stand für die sieben Mercury-Astronauten, wie bei jedem Mercury-Raumschiff nach Shepards Freedom 7.

## Flugverlauf
Die Atlas-Rakete mit Sigma 7 an der Spitze startete am 3. Oktober 1962. Einige Sekunden nach dem Abheben drehte sich die Rakete unerwarteterweise um die Längsachse und führte damit beinahe zum Abbruch des Starts, doch die Lage stabilisierte sich wieder.
Sigma 7 erreichte nach fünf Minuten eine Umlaufbahn mit einem Apogäum von 283 km, höher als die bisherigen Mercury-Flüge. Nur der erste Raumflug überhaupt, Wostok 1 hatte eine größere Höhe erreicht. Mit 7850 m/s stellte Sigma 7 außerdem einen neuen Geschwindigkeitsrekord auf.
Schirra führte mehrere Steuerungsmanöver mit Sigma 7 durch, sowohl auf der Tag- als auch auf der Nachtseite der Erde. Einen großen Teil des Fluges wurde das Raumschiff jedoch vom Autopiloten in der richtigen Lage gehalten oder trieb steuerlos, um Treibstoff zu sparen.
Während dieses Fluges fand auch die erste Fernsehübertragung live aus dem All statt, die allerdings nur wenige Minuten dauerte. Die Fernsehsignale wurden dabei vom TV-Satelliten Telstar 1 übertragen.
Die Wasserung erfolgte mit einer wesentlich höheren Präzision als in den vorangegangenen Mercury-Flügen. Sigma 7 landete nur 9000 Meter vom Bergungsschiff, dem Flugzeugträger Kearsarge entfernt. Es war das erste Mal, dass eine bemannte Landekapsel im Pazifik niederging.

## Bedeutung für das Mercury-Programm
Schirra verstand es, das Raumschiff sorgfältig und energiesparend zu steuern. Außerdem gab es keine größeren Pannen, so dass der Flug von Sigma 7 als „Raumflug aus dem Lehrbuch“ in die Geschichte der NASA einging.
Auch wenn der Flug von Sigma 7 technisch erfolgreich war und einen Fortschritt gegenüber Mercury-Atlas 7 bedeutete, war es doch offensichtlich, dass die USA gegenüber der Sowjetunion noch im Hintertreffen lag. Mit den Starts von Wostok 3 und Wostok 4 hatte sich gezeigt, dass sie zwei Raketen innerhalb von 24 Stunden starten konnten. Außerdem lag sie in der Flugdauer mit knapp vier Tagen gegenüber den neun Stunden von Schirra weit voraus. Der nächste und letzte geplante Mercury-Flug sollte über einen ganzen Tag gehen, um diesen Vorsprung zu verkürzen.